# پاراسیا
پاراسیا (به انگلیسی: Parasia) یک منطقهٔ مسکونی در هند است که در Bardhaman district واقع شده‌است. پاراسیا ۸٬۸۹۴ نفر جمعیت دارد.